# Zaluzianskya
Zaluzianskya är ett släkte av flenörtsväxter. Zaluzianskya ingår i familjen flenörtsväxter.

## Dottertaxa tillZaluzianskya, i alfabetisk ordning[1]
- Zaluzianskya acrobareia
- Zaluzianskya acutiloba
- Zaluzianskya affinis
- Zaluzianskya angustifolia
- Zaluzianskya bella
- Zaluzianskya benthamiana
- Zaluzianskya capensis
- Zaluzianskya chrysops
- Zaluzianskya cohabitans
- Zaluzianskya collina
- Zaluzianskya crocea
- Zaluzianskya diandra
- Zaluzianskya distans
- Zaluzianskya divaricata
- Zaluzianskya elgonensis
- Zaluzianskya elongata
- Zaluzianskya glandulosa
- Zaluzianskya glareosa
- Zaluzianskya gracilis
- Zaluzianskya inflata
- Zaluzianskya isanthera
- Zaluzianskya kareebergensis
- Zaluzianskya karrooica
- Zaluzianskya katharinae
- Zaluzianskya lanigera
- Zaluzianskya maritima
- Zaluzianskya marlothii
- Zaluzianskya microsiphon
- Zaluzianskya minima
- Zaluzianskya mirabilis
- Zaluzianskya muirii
- Zaluzianskya natalensis
- Zaluzianskya oreophila
- Zaluzianskya ovata
- Zaluzianskya pachyrrhiza
- Zaluzianskya parviflora
- Zaluzianskya peduncularis
- Zaluzianskya pilosa
- Zaluzianskya pilosissima
- Zaluzianskya pulvinata
- Zaluzianskya pumila
- Zaluzianskya pusilla
- Zaluzianskya regalis
- Zaluzianskya rubrostellata
- Zaluzianskya sanorum
- Zaluzianskya schmitziae
- Zaluzianskya spathacea
- Zaluzianskya sutherlandica
- Zaluzianskya synaptica
- Zaluzianskya tropicalis
- Zaluzianskya turritella
- Zaluzianskya vallispiscis
- Zaluzianskya venusta
- Zaluzianskya villosa
- Zaluzianskya violacea